# Nokia 8110
Il Nokia 8110 è un telefono cellulare prodotto dall'azienda finlandese Nokia e messo in commercio nel 1996.

## Storia
Nokia 8110 fu il primo telefono high-end della serie 8xxx dal design inconfondibile con 'slider'. Una protezione scivola sulla tastiera attivando il telefono e disattivandolo in chiusura. Aprendo la 'slider' si attivava il telefono in fase di risposta ad una chiamata. Per la sua struttura curva fu definito "banana phone".
Il 8110i fu il primo con SSMS - Smart SMS.

## Curiosità

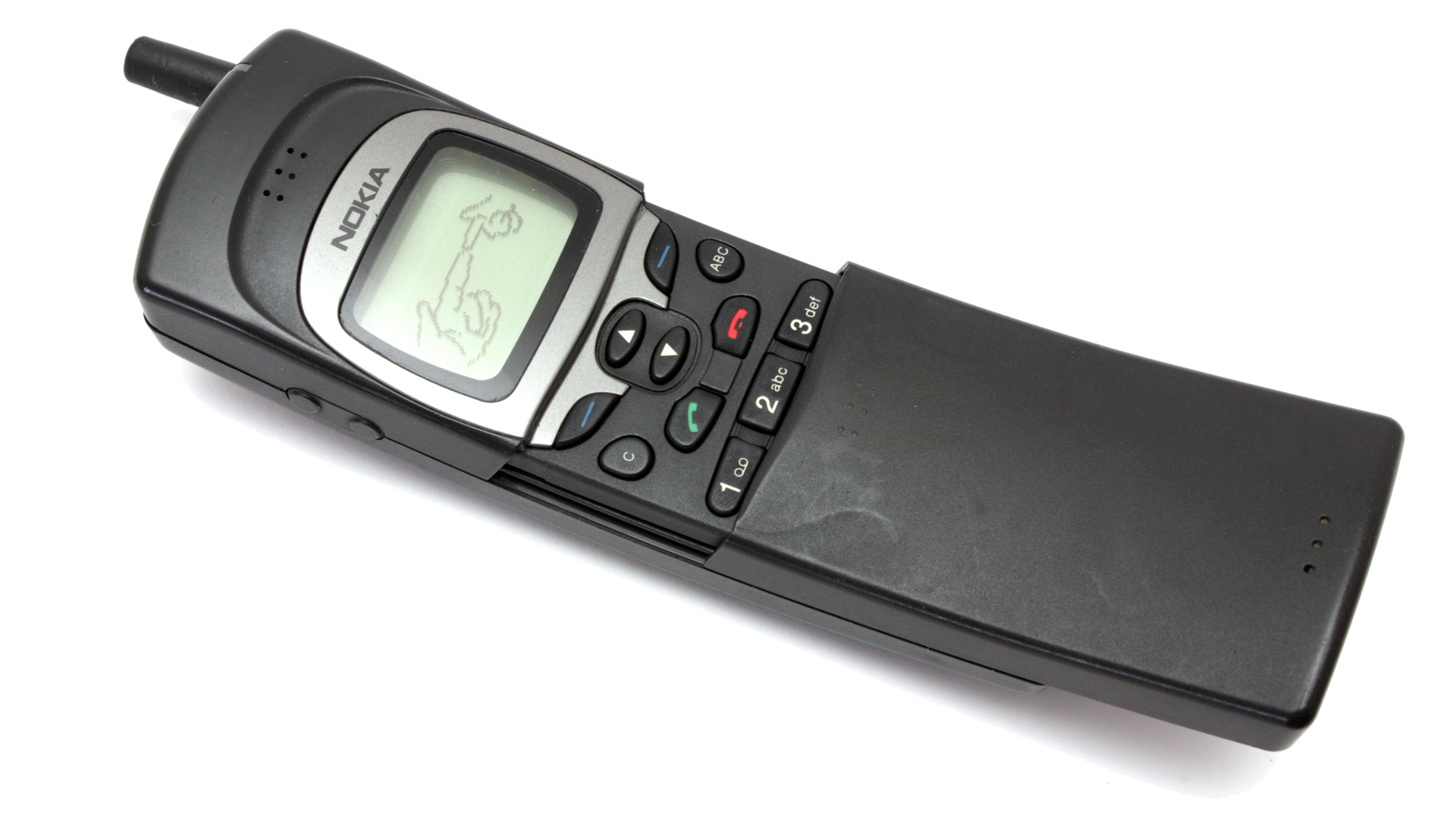
Nokia 8110i con copritastiera semiaperta

Il telefono fu usato nel film The Matrix del 1999 con uno slider a molla per un maggiore effetto scenico. Il sistema a molla fu introdotto nel successivo modello Nokia 7110.

## Varianti
- Nokia 8146/8148 per GSM-1800.[4]
- Nokia 3110 ebbe la stessa architettura interna.

## Codici per Nokia 8110
- *#06# - mostra il numero IMEI
- *#8110# - mostra la versione